# Fundació Guillem Cifre de Colonya
La Fundació Guillem Cifre de Colonya és una fundació creada el 1991 que té per objecte promoure i participar en tota classe d'activitats d'interès general i, també, la gestió i administració de l'obra social de Colonya Caixa d'Estalvis de Pollença.

Logotip de Colonya Caixa d'Estalvis de Pollença

L'any 1880 Guillem Cifre de Colonya (1852-1908) fundà a Pollença (Mallorca) la institució d'ensenyament Colonya que després es convertí en caixa d'estalvis escolar. L'èxit d'aquesta caixa d'estalvis va fer que es dirigís cap a un clar objectiu social i cultural. El 1991 es constituí la Fundació Guillem Cifre de Colonya, per tal de gestionar els fons provinents dels beneficis de la caixa d'estalvis i de les donacions de l'estalvi ètic, fonamentada en tres grans àrees d'actuació: social, cultural i esportiva.
L'àrea social-assistencial és a la que s'ha dedicat un major esforç econòmic, atenent la demanda de la societat d'una major cobertura de serveis i activitats destinades als més desfavorits, com persones amb risc d'exclusió, malalts, persones amb discapacitat, així com per contribuir a cobrir serveis bàsics. En aquesta àrea social es col·labora amb entitats i associacions que treballen per atendre els majors i per millorar les condicions de les persones més desfavorides o en risc d'exclusió social. En aquest aspecte, cal esmentar també que, dins de la Fundació Guillem Cifre de Colonya s'emmarca la tasca social que du a terme l'estalvi ètic de Colonya, que suposa una manera d'entendre l'estalvi que repercuteix directament en la millora de les condicions socials de la comunitat.
A l'àrea cultural, aquesta fundació col·labora amb entitats que treballen en l'àmbit de l'art, la música i amb totes aquelles activitats que afavoreixen el coneixement i la difusió de la Cultura, que tenguin, així mateix, un marcat caire social i d'integració. Destacar dintre d'aquesta àrea el Premi de Narrativa Infantil i Juvenil Guillem Cifre de Colonya, atorgat ininterrompudament des de 1981 i que premia una novel·la inèdita en català, destinada a infants d'entre 8 i 12 anys.
En l'àrea referida a esports, l'actuació de la Fundació se centra exclusivament en la promoció de l'esport de base i escolar, patrocinant equips de gairebé totes les disciplines esportives que compleixin aquesta condició.
El 2020 rebé el premi Francesc de Borja Moll dels premis 31 de Desembre atorgats per l'Obra Cultural Balear (OCB).